# Đặng Hữu Trang
Đặng Hữu Trang (sinh 28 tháng 10 năm 1990 tại thị xã Mỹ Hào, tỉnh Hưng Yên) là một kỳ thủ cờ tướng Việt Nam. Anh là nhà vô địch quốc gia năm 2017.

## Sự nghiệp
Đặng Hữu Trang học đại học tại Học viện Ngân hàng. Anh đến với cờ tướng khá muộn, thi đấu giải phong trào khi đã là sinh viên. Người thầy cờ tướng đầu tiên ở Hưng Yên là Nguyễn Văn Phụ. Người thầy tiếp theo ở Hà Nội là Vũ Hữu Cường, vận động viên kiêm huấn luyện viên cờ tướng Hà Nội. Cuối năm 2010, Đặng Hữu Trang dự giải cờ tướng đồng đội quốc gia (A2) và giành suất dự giải vô địch quốc gia đầu tiên vào năm 2011.
Năm 2012, tốt nghiệp đại học, Đặng Hữu Trang quyết định theo nghiệp cờ khi chuyển vào Thành phố Hồ Chí Minh sinh sống, rèn luyện kỳ nghệ và khoác áo đội tuyển tỉnh Bình Phước.

### Giải vô địch quốc gia
Đặng Hữu Trang từng nhiều lần tham dự các giải vô địch cờ tướng quốc gia và giải cờ đồng đội. Anh không có thành tích đáng kể cho đến năm 2017. Tại giải vô địch quốc gia năm 2017, Đặng Hữu Trang đã thắng đương kim vô địch Lại Lý Huynh và cựu vô địch Trịnh A Sáng. Sau 11 vòng đấu anh đạt 8,5 điểm (+7 =3 –1), hơn người xếp thứ hai là Lại Lý Huynh 1 điểm và vô địch sớm 1 vòng (do hơn Lý Huynh hệ số phụ đối đầu trực tiếp). Đây là chức vô địch quốc gia đầu tiên của Đặng Hữu Trang. Anh trở thành kỳ vương thứ 11 của Việt Nam (kể từ năm 1992).